# Championnats d'Europe de char à voile 2011
Navigation
2010 2013
Les 47e championnats d'Europe de char à voile 2011, organisés par le pays hôte sous l'égide de la fédération internationale du char à voile, se sont déroulés à Hoylake, du 5 au 9 septembre 2011, en Angleterre,.

## Podiums
| Épreuve            | Or                  | Argent              | Bronze                |
| ------------------ | ------------------- | ------------------- | --------------------- |
| Classe Standart    | David Denut         | François Garnavault | Waldemar Konopka      |
| Classe 2           | Hugo Perron         | Henri Demuysere     | Ludovic Wasselin      |
| Classe 3           | Egon Plovier        | Olivier Imbert      | Hans werner Eickstadt |
| Classe 5 Sport     | Aurélien Morandière | Alban Morandière    | Fabrice Idier         |
| Classe 5 Promo     | Augustin Descure    | Victor Artus        | Quentin Alvarez       |
| classe 8 kitebuggy | Stephen Schapman    | Arjen Van Der Tol   | Mickael Nast          |

| Épreuve            | Or              | Argent                               | Bronze               |
| ------------------ | --------------- | ------------------------------------ | -------------------- |
| Classe Standart    | Julie Saubain   | Marie-Christine Ribaud de la Gineste | Christel Marie Kranz |
| Classe 3           | Hélène Cazier   |                                      |                      |
| Classe 5           | Gita Steinhusen |                                      |                      |
| Classe 5 promo     | Hélène Dodier   | Sara Teyrlinck                       | Charlotte Lambert    |
| Classe 8 kitebuggy | Anna Grab       | Stéphanie Mohr                       | Émilie Ravaux        |

## Tableau des médailles par nation
| Rang | Nation    | Or | Argent | Bronze | Total |
| ---- | --------- | -- | ------ | ------ | ----- |
| 1    | France    | 5  | 4      | 3      | 12    |
| 1    | Belgique  | 1  | 1      | -      | 2     |
| 3    | Pays-Bas  | -  | 1      | -      | 1     |
| 4    | Allemagne | -  | -      | 2      | 2     |
| 5    | Danemark  | -  | -      | 1      | 1     |

| Rang | Nation    | Or | Argent | Bronze | Total |
| ---- | --------- | -- | ------ | ------ | ----- |
| 1    | France    | 2  | 1      | 2      | 5     |
| 1    | Allemagne | 2  | 1      | 1      | 4     |
| 3    | Belgique  | 1  | 1      | -      | 2     |